# Don Juan (canção)
Don Juan é uma canção da  cantora brasileira  Claudia Leitte com a participação do cantor Belo, composta por Henrique Cerqueira. A canção serve como o terceiro single do seu segundo álbum As Máscaras (2010). Foi lançada oficialmente nas rádios em 26 de julho de 2010.

## Performances ao vivo
Leitte incluiu a canção no repertório da turnê Rhytmos Tour (2010) e no repertório da primeira etapa da turnê Claudia Leitte Tour (2011). Belo apresentou a canção com Leitte no show de estreia da Rhytmos Tour no Rio de Janeiro em 3 de julho de 2010, em Manaus em 7 de agosto de 2010 e em Salvador em 2 de fevereiro de 2011. Os dois cantaram novamente juntos na gravação do Show da Virada em 24 de novembro de 2010, originalmente transmitido na virada do ano.

## Desempenho comercial
A canção alcançou a sexta posição na Brasil Hot 100 Airplay da Billboard Brasil. Alcançou a primeira posição em São Paulo e em Salvador, terceira no Rio de Janeiro, quinta em Recife, nona em Fortaleza e décima em Brasília. Alcançou a sexta posição na parada Brasil Hot Pop & Popular.

## Outras versões
Belo regravou a canção, dessa vez em versão solo, a incluindo no álbum "10 Anos de Sucesso, Volume 2 - Ao Vivo em Salvador". Essa mesma versão foi inclusa na coletânea "Mega Hits" do cantor.

## Desempenho nas tabelas musicais

### Tabelas semanais
| Parada (2010)                                      | Melhor posição |
| -------------------------------------------------- | -------------- |
| Billboard Brasil Hot 100                           | 6              |
| Billboard Brasil Hot Popular Songs                 | 6              |
| Billboard Brasil Regional Brasília Hot Songs       | 10             |
| Billboard Brasil Regional Fortaleza Hot Songs      | 9              |
| Billboard Brasil Regional Recife Hot Songs         | 5              |
| Billboard Brasil Regional Rio de Janeiro Hot Songs | 3              |
| Billboard Brasil Regional São Paulo Hot Songs      | 1              |
| Billboard Brasil Regional Salvador Hot Songs       | 1              |